# Alfred Ayer
Sir Alfred Jules "Freddie" Ayer, britanski filozof, predstavnik šole logičnega pozitivizma, * 29. oktober 1910, London, Anglija, † 27. junij 1989, London, Anglija.
Bil je filozof in pedagog ter vodilni predstavnik logičnega pozitivizma, ki ga je zagovarjal predvsem v svojem delu Language, Truth and Logic, izdanem leta 1936. Čeprav se je Ayerjev pogled po letu 1930 znatno spremenil, saj je postal zmernejši in bolj stabilen, je ostal zvest empirizmu. Prepričan je bil, da vse znanje posameznika izhaja iz čutnih izkušenj in da nobena izkušnja ne upravičuje vere v Boga ali v katerokoli nadnaravno metafizično bitje. 
Ayer je bil prav tako briljanten predavatelj, nadarjen učitelj in uspešen producent televizijskega programa, saj je bil tako kot na področju logike in etike aktiven na področju športa in politike. V letih 1951 in 1952 je bil predsednik društva Aristotelian Society. Od leta 1946 do leta 1959 je bil profesorna Univerzi v Londonu (University College London), od leta 1959 pa je imel naziv profesorja logike Univerze Oxford. Imenovan za člana britanske Akademije leta 1952 in viteškega redu leta 1970, je postal eden izmed najbolj vplivnih britanskih filozofov 20. stoletja.

## Življenje

### Otroštvo
Ayer se je rodil v okraju St. John Wood, v severozahodnem delu Londona, v premožni družini iz celinske Evrope. Čeprav je Ayer odraščal v Londonu, je govoril tekoče francosko. Njegov oče Jules Ayer je bil namreč švicarski kalvinistični finančnik, ki je delal za družino Rothschildi, njegova mati, Reine Citroën, pa je bila iz nizozemske židovske družine, ki je ustanovila avtomobilsko podjetje Citroën v Franciji. Alfred je bil izjemno sposoben, čeprav občutljiv in nekoliko svojeglav fant.

### Izobraževanje
Ayer je obiskoval šolo Ascham St Vincent, pripravljalno šolo za dečke v obmorskem mestu Eastbourne v Sussexu, na katero je bil vpisan pri zgodnjih sedmih letih zaradi prve svetovne vojne. Šolanje je nadaljeval na Eton Collegeu (blizu Windsorja) v Berkshireu, na katerem je leta 1923 dobil štipendijo. Na Etonu je Ayer študiral filozofijo in se odlikoval v klasiki, prav tako pa je postal znan po svojem značilnem junačenju in zgodnji zrelosti. Ayer se je sicer počutil kot izobčenec, saj ga njegovi sošolci niso opazili, kar je bila verjetno posledica njegove pretirane vneme, da jih spreobrne k ateizmu. Občutek izobčenosti je Ayerja spremljal celo življenje.
Čeprav ga je v prvi vrsti zanimal študij, je bil tudi navdušen športnik, predvsem je bil navdušen nad ragbijem. Pri zaključnih izpitih na Etonu je bil Ayer drugič najboljši v svojem letniku. V zadnjem letniku je sodeloval tudi kot član Etonovega višjega sveta pri neuspešni kampanji za odpravo telesnega kaznovanja v šoli.
Leta 1929 je pridobil klasično štipendijo za Univerzo v Oxfordu (kolidž Christ Church, Oxford), kjer je študiral grščino in filozofijo. Njegov mentor Gilbert Ryle (1900-1976) je Ayerja opisal kot najboljšega študenta na Oxfordu. Ryle je bil tisti, ki je Ayerju predstavil Wittgensteinov Logično-filozofski traktat, ki je mladega filozofa izjemno impresioniral. Prav tako je Ryle igral pomembno vlogo pri Ayerjevi vključitvi v Dunajski krog. 

### Osebno življenje
Ayer je bil poročen štirikrat s tremi ženskami. Njegov prvi zakon z Grace Isabel je trajal od leta 1932-1941. Grace se je kasneje poročila s filozofom Stuartom Hampshireom, ki je bil Ayerjev prijatelj in kolega. Leta 1960 se je poročil z Alberto Constance (Dee) Wells, s katero je imel sina Nicka. Zvezo sta prekinila leta 1983 in istega leta se je poročil z Vanesso Salmon Lawson. Leta 1989 se je ponovno poročil z Alberto Constance. Ayer je imel tudi hčer s hollywoodsko kolumnistko Sheilah Graham Westbrook.

## Delo in kariera

### Dunajski krog
Po diplomi na univerzi v Oxfordu je Ayer preživel del leta 1933 na Dunaju, kjer se je udeležil sestankov Dunajskega kroga, ki je združeval skupino večinoma nemških in avstrijskih filozofov in znanstvenikov. Čeprav je Ayer slabo govoril nemško in je komaj dohiteval razprave znotraj kroga, je bil prepričan v pomembnost logičnega pozitivizma. Ayer je po vrnitvi domov v dveh letih in pol napisal manifest tega gibanja z naslovom ''Language, Truth and Logic'' (Jezik, resnica in logika, 1936). Knjiga je bila prvi priročnik o logičnem pozitivizmu v angleškem jeziku kot ga je na novo razvil Dunajski krog. S tem delom je Ayer s šestindvajsetimi leti postal pomemben član britanske filozofije.

### Filozofske ideje
V delu Language, Truth and Logic je Ayer sledil Wittgensteinu in Davidu Humeu ter ostalim članom Dunajskega kroga. Ayer je zagovarjal teorijo smisla, imenovano tudi verifikacionizem, ki pravi, da morajo vsi smiselni stavki jezika vsebovati svojo metodo verifikacije. To pa je metoda za dokazovanje resničnosti stavkov. Če gre za matematični ali logični stavek, se uporabljajo metode logičnega ali matematičnega dokazovanja. Če pa gre za sintetični stavek, je potrebno upoštevati čutno izkustvo, npr. opazovanje in poskus, ocenjevati induktivno podporo določeni hipotezi, itd. V logičnem pozitivizmu je bil obstoj metode verifikacije stavka privzdignjen na raven merila smisla stavka. 
Ayer je zagovarjal načelo preverjanja kot edino primerno osnovo za filozofijo ter zanikal metafiziko (tj. sskj: filozofija, ki obravnava načela stvarnosti, ki so s čuti nedostopna in nespoznavna). Metafiziki se še posebej posveti v sestavnem članku Odstranitev metafizike, ki je dostopen tudi v slovenskem prevodu. 
Ayer je trdil, da izjave, kot so, "Bog obstaja" ali "dobrodelnost je dobra", niso resnične ali neresnične, vendar so brez pomena, saj ni mogoče logično ali empirično preveriti njihove resnice. Zato jih lahko prezremo. Verskega jezika in naukov ni mogoče preveriti, zaradi tega je Ayer menil, da je popoln nesmisel. V sestavnem članku Teologija je nesmiselna je napisal: "Znova nam pravijo, da Bog ni predmet razuma, ampak vere. To morda ni nič drugega kot priznanje, da se v njegov obstoj mora verjeti, ker ne more biti dokazan ... Ateist lahko kot tisti, ki zagovarja moralno vednost, verjame, da je njegova izkušnja kognitivna, a dokler svojega "znanja" ne oblikuje v razmerja, ki so empirično preverljiva, smo lahko gotovi, da vara samega sebe." S tem je filozof povedal, da je vera stvar psihologije in ne znanosti, ki je preverljiva. Ker se Boga ne da dokazati, je torej neresničen.
Teorijo je torej uporabil, da je zanikal kozmos ali "transcendentne vrednosti", za katere je menil, da so pretirano hipotetične in skrajno brez pomena. Njegov argument, da izjave moralnega vrednotenja, ker so nepreverljive, niso opisi dejstva, ampak zgolj "emotivni" izrazi občutkov (sestavni članek Etične sodbe so zgolj izraz čustev). Torej, če rečemo nekomu: "Ti si ravnal napačno s krajo tega denarja," ne navajamo nič več, kot če bi preprosto rekli: "Ukradel si ta denar." Če dodamo, da je to dejanje napačno, ne dajemo nobene dodatne izjave o tem. S tem samo izražamo naše moralno nestrinjanje s tem dejanjem. To je kot če bi rekli: "Ukradel si ta denar," s posebnim tonom groze, ali napisano z dodatkom klicaja. Če zdaj posplošimo prejšnjo izjavo in rečemo: "Krasti denar je narobe" proizvedemo stavek, ki nima dejanskega pomena. To pomeni, da ne izraža predloga, ki je lahko bodisi resničen ali neresničen. Izražamo samo naše moralne občutke.
Ayer torej pravi, da moralne presoje ne morejo biti prevedene v neetične, empirične pojme in zato tudi ne morejo biti preverjene. Ayer označuje neempirične moralne resnice kot brezsmiselne, saj intuicija ene osebe pogosto nasprotuje intuiciji druge osebe.
Ayer je bil tako tudi pristaš redundančne teorije resnice, ki pravi, da je resnica odvečna lastnost stavka in da z njenim pripisovanjem stavku tega le ponovimo. Na primer v stavku: "Res je, da je bil cesar umorjen," nima predikat nobene pomembne vloge. "Res je, da je bil cesar umorjen," enostavno pomeni isto kot "Cesar je bil umorjen." Prav tako pomeni "Ni res, da je bil cesar umorjen" isto kot "Cesar ni bil umorjen". Predikata "res je" in "ni res" sta tako v stavku odvečna - redundantna.
Ayerjeve filozofske ideje so vzbudile val polemik.

### Aktivnost pred, med in po vojni
V letih pred vojno se je Ayer začel strastno zanimati za politiko. V Španiji je podpiral republikansko stranko. Sprva se je hotel pridružiti Komunistični partiji, vendar si je premislil.
Med drugo svetovno vojno je služil kot častnik v valežanski vojski, predvsem v obveščevalnih službah (Special Operations Executive (SOE) in MI6). Kmalu je bil poslan v Ameriko in se pridružil skrivni misiji, ki naj bi zbirala podatke o fašističnih simpatizerjih v Ameriki.
Med letoma 1945 in 1947 je skupaj z Bertrandom Russellom in Georgom Orwellom prispeval serijo člankov britanski filozofski reviji Polemic, ki jo je urejal bivši komunist Humphrey Slater. 
Po vojni se je za kratek čas vrnil na Univerzo v Oxfordu, kjer je postal dekan na fakulteti Wadham College.  Od leta 1946 do 1959 je poučeval filozofijo na Univerzi v Londonu, ko je postal tudi aktiven na radiu in v televizijskih oddajah. Kot akademik je imel Ayer za tisti čas nenavadno dobre in tesne povezave z "visoko družbo".
Ayer je bil aktiven tudi v britanskem humanističnem gibanju. Od leta 1947 do svoje smrti je bil častni sodelavec društva Rationalist Press Association. Leta 1963 je bil izvoljen za zunanjega častnega člana Ameriške akademije znanosti in umetnosti (American Academy of Arts and Sciences). Leta 1965 je postal prvi predsednik agnostične družbe Agnostics' Adoption Society in v istem letu nasledil Juliana Huxleya kot predsednika društva British Humanist Association. To mesto je obdržal do leta 1970. Leta 1968 je uredil The Humanist Outlook, zbirko esejev o smislu humanizma. Poleg tega je bil eden od podpisnikov Humanističnega Manifesta.
Večkrat je učil ali predaval v Združenih državah Amerike. Jeseni leta 1987 je predaval kot gostujoči profesor na fakulteti Bard College.
Leta 1970 je bil povišan v viteški stan in postal Sir Alfred Jules Ayer.

### Predsmrtna izkušnja
Leta 1988 je Ayer tik pred smrtjo napisal članek z naslovom What I saw when I was dead, v katerem opisuje nenavadno skoraj smrtno izkušnjo. O tej izkušnji je Ayer sprva rekel: "slightly weakened my conviction that my genuine death ... will be the end of me, though I continue to hope that it will be." (v prevodu: "Nekoliko je oslabila moje prepričanje, da bo moja smrt ... moj konec, čeprav si tega še naprej želim"). Kljub vsemu se je nekaj dni kasneje popravil in povedal: "What I should have said is that my experiences have weakened, not my belief that there is no life after death, but my inflexible attitude towards that belief.". (v prevodu: "Kar bi moral reči, je to, da so moje izkušnje bolj šibke, ne moje pepričanje, da življenje po smrti ne obstaja, pač pa moj nefleksibilen odnos do tega prepričanja.")
Leta 2001 je njegov zdravnik Jeremy George povedal, da mu je Ayer zaupal: "I saw a Divine Being. I'm afraid I'm going to have to revise all my books and opinions." (v prevodu: »Videl sem božansko bitje. Bojim se, da bom moral popraviti vse moje knjige in mnenja."). Ayerjev sin Nick, pa je dejal, da mu tega oče ni nikoli omenil. Čeprav so se mi zdele očetove besede nenavadne in presenetljive, je že dolgo čutil, da je nekaj nenavadnega v očetovi verziji svoje skoraj smrtne izkušnje.

## Ayer in Tyson
Na zabavi leta 1987, ki jo je organiziral modni oblikovalec Fernando Sanchez se je Ayer, takrat star 77 let, soočil z Mikeom Tysonom, ki je grdo ravnal s takrat skoraj nepoznano Naomi Campbell. Ko je Ayer zahteval, da Tyson preneha, je boksar dejal: "Do you know who the fuck I am? I'm the heavyweight champion of the world," (v prevodu: "Ali veste, kdo za vraga sem jaz? Jaz sem svetovni prvak v boksanju?"); na to je Ayer odgovoril: "And I am the former Wykeham Professor of Logic. We are both pre-eminent in our field. I suggest that we talk about this like rational men" (v prevodu: "In jaz sem nekdanji profesor logike z Wykehama. Obadva sva vrhunska na svojem področju. Predlagam, da se o tem pogovarjava kot racionalna moška.")  Ayer in Tyson sta se začela pogovarjati, medtem pa se je Naomi Campbell izmuznila.

## Dela
- Language, Truth, and Logic, London: Gollancz, 2nd Edition,1936.

- The Foundations of Empirical Knowledge, London: Macmillan,1940.

- Philosophical Essays, London: Macmillan, 1954. (Eseji o svobodi, fenomalizmu, osnovnih propozicijah, utilitarizmu, ostalih mislih, preteklosti, ontologiji.)

- “The conception of probability as a logical relation”, in S. Korner, ed., Observation and Interpretation in the Philosophy of Physics, New York, NY: Dover Publications,1957.

- The Problem of Knowledge, London: Macmillan, 1956.

- The Concept of a Person and other Essays, London: Macmillan, 1963. (Eseji o resnici, zasebnosti in zasebnih jezikih, zakonih narave, konceptu osebe, verjetnosti.)

- “Has Austin Refuted the Sense-Data Theory?” Synthese, 18: 117–40, 1967. (Ponatisnjeno v Ayer 1969).

- The Origins of Pragmatism, London: Macmillan, 1968.

- Metaphysics and Common Sense, London: Macmillan, 1969. (Eseji o znanju, človeku kot predmetu za znanost, naključju, filozofiji in politiki, eksistencializmu, metafiziki.)

- Russell and Moore: The Analytical Heritage, London: Macmillan, 1971.

- Probability and Evidence, London: Macmillan, 1972.

- Bertrand Russell, London: Fontana, 1972.

- The Central Questions of Philosophy, London: Weidenfeld, 1973.

- “Replies”, in G. Macdonald, ed., Perception and Identity, London: Macmillan, 1979.

- Hume, Oxford: Oxford University Press, 1980.

- Philosophy in the Twentieth Century, London: Weidenfeld, 1982

- Freedom and Morality and Other Essays, Oxford: Clarendon Press, 1984.

- Ludwig Wittgenstein, London: Penguin, 1986.

- Part of My Life, London: Collins, 1977.

- More of My Life, London: Collins, 1984.

- Thomas Paine, London: Secker & Warburg, 1988.

- "That undiscovered country", New Humanist, Vol. 104 (1), May, pp. 10–13, 1989.

- The Meaning of Life and Other Essays, Weidenfeld & Nicolson, 1990.

### Dela, prevedena v slovenščino
- Odstranitev metafizike, 1998 cobiss Arhivirano 2016-03-07 na Wayback Machine.

- Etične sodbe so zgolj izraz čustev, 2004 cobiss Arhivirano 2016-03-07 na Wayback Machine.

- Argument iz iluzije, 2002 cobiss Arhivirano 2016-03-07 na Wayback Machine.

- Načelo verifikacije, 1998 cobiss Arhivirano 2016-03-07 na Wayback Machine.

- Teologija je brez pomena, 1996 cobiss Arhivirano 2016-03-07 na Wayback Machine.